# Christína Yazitzídou
Christína Yazitzídou (en grec : Χριστίνα Γιαζιτζίδου) est une rameuse grecque, née le 12 octobre 1989 à Kastoria.

## Palmarès

### Jeux olympiques
- 2012 à Londres
  -  Médaille de bronze en deux de couple poids légers

### Championnats du monde
- 2011 à Bled
  -  Médaille d'or en deux de couple poids légers
- 2010 à Karapiro
  -  Médaille de bronze en deux de couple poids légers
- 2009 à Poznań
  -  Médaille d'or en deux de couple poids légers

### Championnats d'Europe
- 2011 à Plovdiv
  -  Médaille d'or en deux de couple poids légers
- 2010 à Montemor-o-Velho
  -  Médaille d'or en deux de couple poids légers
- 2009 à Brest
  -  Médaille d'or en deux de couple poids légers

### Jeux méditerranéens
- 2009 à Pescara
  -  Médaille d'or en deux de couple poids légers